# سافرون والدن
longitudeسافرون والدنlatitudeسافرون والدنSaffron Walden is a شهر بازاری in the Uttlesford district of اسکس، England. It is ۱۲ مایل (۱۹ کیلومتر) north of بیشاپس استورتفورد، ۱۸ مایل (۲۹ کیلومتر) south of کمبریج and ۴۳ مایل (۶۹ کیلومتر) north of London. The town retains a rural appearance and has buildings dating from the قرون وسطی period onwards. In 2001 the parish had a population of over 14,313.
سافرون والدن (به انگلیسی: Saffron Walden) یک منطقهٔ مسکونی در انگلستان است که در شرق انگلستان واقع شده‌است.

## خصوصیات
سافرون والدن ۱۴٬۳۱۳ نفر جمعیت دارد.